# 張赫 (韓國)
張赫（韓語：장혁；1976年12月20日—），本名郑鏞浚，韓國男演員。

## 經歷
1997年，以電視劇《模特兒故事》出道，因為酷似鄭雨盛，而有「小鄭雨盛」的稱號。1999年，出演電視劇《學校》和知名歌手MV逐漸為人所知。接著以電影《火山高校》及電視劇《明朗少女成功記》打響在亞洲的知名度。
2000年，曾以T.J為名發行個人專輯。T.J為「Team and Jang Hyuk」的縮寫，意指整張作品是由張赫與一組有才華的音樂人合作專輯，也是他在學生時代所組的樂團名。以Rap為主軸，配上Hip Hop及Techno的節奏曲風。多首MV由好友全智賢跨刀演出。
2004年，和宋承憲、韓載碩遭韓國媒體揭露逃避兵役的醜聞。他於2000年時，以約3,000萬韓元取得尿蛋白過高的虛假病歷藉以逃避兵役，但因已過三年追訴期，故未受起訴；其後重新接受體檢，並於同年11月16日入伍，在江原道開始了軍隊生活，而本來正在拍攝電影《王的男人》也因此不得已退出。2006年11月15日結束為期兩年的兵役。
2007年，以愛滋病為題材的電視劇《謝謝》復出。
2008年和新加坡演员范文芳合作的电影《龍之舞》获得西好萊塢國際電影節最佳男主角奖。
2010年，出演古裝劇《推奴》李大吉一角，原本已經收到一部合作形式是由中國製作、韓國導演拍攝的電視劇演出邀請，但讀了《推奴》的梗概後便被吸引決定出演此劇。憑此獲得諸多媒體及獎項肯定，將演藝事業推向高峰，也曾被2011年國際艾美獎提名最佳男演員。同年還參演了愛上女主播翻拍而成的中國版《愛上女主播》。
2011年他主演商场剧《Midas》获得SBS演技大赏最优秀演技奖。之后也出演律政电影《委托人》和历史剧《树大根深》。2013年，他主演《IRIS 2》和灾难电影《流感》。同年他也作为固定嘉宾参加综艺节目《真正的男人》。
2014年，他主演悬疑爱情电影《忌愛》，饰演体育老师一角。之后再次搭档张娜拉主演爱情剧《命中注定我愛你》，该剧改编自2008年的台湾偶像剧，也凭借该剧获得MBC演技大赏男子最优秀演技奖。
2015年，他与吴涟序主演古装剧《辉煌或疯狂》。之后他也赴中国参演综艺节目《叮咯咙咚呛》为固定嘉宾。同年也出演古装电影《情慾王朝》。之后主演改编自金周荣作家同名历史小说的古装剧《生意之神－客主2015》。
2016年，他搭档霍建华、任达华主演由麦咏麟执导的动作片《真相禁区》，饰演一名软件设计师。同年也赴中国拍摄电视剧《新海》，以及韩国医学剧《Beautiful Mind》。
2017年，首次主演有线台电视剧《Voice》，创下OCN的最高收视记录。同年也出演和孙贤周搭档的电影《普通人》以及MBC剧《金钱之花》，获得了第54届百想最佳男演员提名 也和演艺界20年好友们录制了KBS2综艺节目《龍屬相俱樂部-頑童老友記》。
2018年，出演SBS剧《油腻的Melo》和MBC剧《坏爸爸》。
2019年，出演 MBC Every 1 真人秀《都市警察》和电视剧《我的王國》。
2020年，出演OCN电视剧《如实陈述》和综艺节目《游艇远征队》。电影《剑客》9月上映。
2021年，出演SBS综艺节目《叢林的法則-开拓者》和MBN综艺节目《全國各地Cook》。电影《江陵》11月上映。
2022年，出演KBS电视剧《红丹心》。电影《非常杀手》4月在意大利远东电影节全球首映，6月20日在美国洛杉矶首映，7月13日在韩国和美国同步上映。张赫也凭此片赢得第21屆纽约亚洲电影节Daniel A. Craft 动作电影卓越奖。11月担任tvN综艺节目《Super Action》的评判。
2023年3月，在合约到期后，与自出道合作26年的经纪公司SidusHQ 结束了合约。4月 出演tvN电视剧《Family》。8月出演JTBC综艺节目《快递在蒙古蒙古》。
2024年8月，VR电影《公寓:雷普利的世界》于威尼斯电影节全球首映。
2025年2月，出演JTBC综艺节目《虽迟但到的语言研修 Shala Shala》和tvN Story的音乐综艺节目《帅气的TROT》。同年，也与好莱坞基础制作团队合作，首次担任导演指导动作电影《Stop Stop Dark Cold》。
2025年8月，张赫被委任为"世界马日"宣传大使。

## 個人生活
原家中成員，父母、一弟。
2008年2月，相戀6年的女友（大他2歲的舞蹈老師金如貞）產下一子，並於同年6月2日舉行結婚典禮。2009年底，二兒子出生，2015年小女兒出生。
2023年，张赫在综艺节目透露，三个孩子都在国外定居并上学，妻子负责陪伴照顾他们，只剩下他一人在韩国过着大雁爸爸般的生活。

## 影視作品

### 電視劇
| 年份   | 電視台   | 劇名                       | 角色                 | 備註       |
| 1997年 | SBS      | 模特兒故事                 | 崔俊浩               |            |
| 1998年 | SBS      | 愛在心中                   |                      |            |
| 1999年 | KBS      | 學校                       | 江于赫               |            |
| 1999年 | MBC      | 美麗的陽光                 | 韓明和               |            |
| 2000年 | SBS      | 黃龍的大地                 | 奉畢                 |            |
| 2002年 | SBS      | 明朗少女成功記             | 韓啟泰               |            |
| 2002年 | SBS      | 大望                       | 朴載永／無影         |            |
| 2007年 | MBC      | 謝謝                       | 閔祈瑞               |            |
| 2008年 | SBS      | 不汗黨                     | 權悟俊               |            |
| 2008年 | TBS      | 我的野蠻女友               | 韓流明星             | 客串       |
| 2008年 | SBS      | 老千                       | 金高尼               |            |
| 2010年 | KBS      | 推奴                       | 李大吉               |            |
| 2010年 | 浙江衛視 | 愛上女主播                 | 陳易樸               |            |
| 2011年 | SBS      | Midas                      | 金道現               |            |
| 2011年 | SBS      | 姜彩允                     |                      |            |
| 2013年 | KBS      | IRIS 2                     | 鄭柳建               |            |
| 2014年 | MBC      | 命中注定我愛你             | 李健                 |            |
| 2014年 | MBC      | Drama Festival－久違的再見 | 姜秀赫               |            |
| 2015年 | MBC      | 輝煌或瘋狂                 | 王昭                 |            |
| 2015年 | KBS      | 製作人                     | 張賢聖               | 客串       |
| 2015年 | KBS      | 生意之神－客主2015         | 千峰三               |            |
| 2016年 | KBS      | Beautiful Mind             | 李英五               |            |
| 2017年 | OCN      | Voice                      | 武鎮赫               |            |
| 2017年 | KBS      | 最佳的一擊                 |                      | 客串       |
| 2017年 | MBC      | 金钱之花                   | 姜弼州/張恩天/趙仁浩 |            |
| 2018年 | SBS      | 油膩的Melo                 | 斗七星               |            |
| 2018年 | MBC      | 坏爸爸                     | 刘智哲               |            |
| 2019年 | tvN      | 成為王的男人               | 李憲的父王           | 客串       |
| 2019年 | JTBC     | 我的國家                   | 李芳遠               |            |
| 2020年 | OCN      | 如实陈述                   | 吴贤宰               |            |
| 2022年 | KBS      | 红丹心                     | 朴桂原               |            |
| 2023年 | tvN      | 特務家族                   | 權道勳               |            |
| 未播   | 中國     | 新海                       | 趙國升               | 2016年拍摄 |

### 電影
| 年份   | 片名              | 角色              | 備註               |
| 1998年 | 青春無悔          | 任世斌            |                    |
| 2001年 | 火山高校          | 金京洙            |                    |
| 2002年 | 叢林果汁          | 奇泰              |                    |
| 2002年 | 人民公廁          | 金善朴            | 韓國、香港出品     |
| 2003年 | 英語完全征服      | 朴文秀            |                    |
| 2004年 | 野蠻師姐          | 高明宇            |                    |
| 2004年 | S日記             | 林燦              | 客串               |
| 2008年 | 龍之舞            | 權泰山            | 韓、美、新加坡合拍 |
| 2009年 | 五感圖            | 鄭民秀            | 第1幕－His Concern |
| 2009年 | 兔子和蜥蜴        | 銀雪              |                    |
| 2009年 | 縱慾亂愛          | 賢宇              |                    |
| 2011年 | 委託人            | 韓哲民            |                    |
| 2013年 | 流感              | 姜志邱            |                    |
| 2013年 | IRIS 2            | 鄭柳建            |                    |
| 2014年 | 忌愛              | 俊基              |                    |
| 2015年 | 情慾王朝          | 李芳遠 （靖安君） |                    |
| 2016年 |                   | 區鑒              | 中國電影           |
| 2017年 | 因為愛            | 算命師            | 特別出演           |
| 2017年 | 非正義搜查        | 崔圭南            |                    |
| 2020年 | 浴血剑客          | 泰率              |                    |
| 2021年 | 喋血江陵          | 李民锡            |                    |
| 2022年 | 非常杀手          | 方义江            |                    |
| 2024年 | 公寓:雷普利的世界 |                   |                    |

### 綜藝節目
| 播出日期 | 電視臺     | 節目名稱                           | 備註 |
| 2013     | MBC        | 《真正的男人》                     |      |
| 2014     | 中国CCTV   | 《叮咯咙咚呛》                     |      |
| 2014     | K-star     | 《克羅埃西亞的朋友》               |      |
| 2017     | KBS2       | 《龍年俱樂部》                     |      |
| 2019     | MBC Every1 | 《都市警察》                       |      |
| 2020     | MBC Every1 | 《遊艇遠征隊》                     |      |
| 2021     | SBS        | 《叢林的法則-開拓者》              |      |
| 2021     | MBN        | 《全國各地Cook》                   |      |
| 2022     | tvN        | 《Super Action》                   |      |
| 2023     | jtbc       | 《快递在蒙古蒙古》                 |      |
| 2025     | jtbc       | 《虽迟但到的语言研修 Shala Shala》 |      |
| 2025     | tvN Story  | 《帅气的TROT》                     |      |

### MV
| 年份 | 演唱歌手 | 歌曲                                                                                           | 備註                                                     |
| 1997 | 李承桓   | 哀願                                                                                           | 與金賢珠合演                                             |
| 1998 | 金阜用   | 給女孩的父母                                                                                   |                                                          |
| 1998 | 趙奎滿   | 會理解的                                                                                       |                                                          |
| 1999 | g.o.d    | 致母親                                                                                         |                                                          |
| 2000 | T.J      | HEY GIRL 錢(MONEY) 赫 愛的故事 日月之愛(上) 日月之愛(下) TAKE THE LIFE OF YOU 雨 god BLESS T.J | 與全智賢、g.o.d合演                                      |
| 2001 | JTL      | A Better Day                                                                                   | 與楊鎮宇合演                                             |
| 2002 | 眾歌手   | 在一起                                                                                         | 《同感2》宣傳模特兒 與裴勇浚、車勝元、金載沅、趙寅成合演 |
| 2008 | 蕭亞軒   | 衝動 兩個人的寂寞 More More More                                                               |                                                          |
| 2008 | 金勇鎮   | 還有愛嗎                                                                                       | 與徐信愛合演                                             |
| 2015 | 延智厚   | OK OK                                                                                          |                                                          |
| 2017 | Turbo    | Hot Sugar                                                                                      |                                                          |

## 其他作品
- 2000年：音樂專輯《TJ Project》（赫赫有名）
- 2013年：散文集《張赫的熱血男兒》[13]
- 2014年：NAVER網路劇 《戀愛細胞》飾演小區哥哥 在劇中無台詞演出

## 獲獎記錄
| 年份   | 大獎                         | 獎項                               | 作品               |
| ------ | ---------------------------- | ---------------------------------- | ------------------ |
| 2000年 | SBS演技大獎                  | 新人獎                             | 王龍的家           |
| 2002年 | SBS演技大獎                  | 十大明星獎                         | 明朗少女成功記     |
| 2002年 | SBS演技大獎                  | 最優秀演技獎獎                     | 大望               |
| 2002年 | SBS演技大獎                  | 最優秀演技獎獎                     | 明朗少女成功記     |
| 2007年 | 中國功夫全球盛典             | 中國功夫新人獎及中國功夫最具潛力獎 |                    |
| 2007年 | MBC演技大賞                  | 迷你系列部門黃金演技獎             | 謝謝               |
| 2008年 | 2007亞洲模特兒頒獎禮         | 人氣明星獎                         |                    |
| 2008年 | 西好萊塢國際電影節           | 最佳男主角                         | 龍之舞             |
| 2008年 | SBS演技大獎                  | 十大明星獎                         | 老千               |
| 2008年 | SBS演技大獎                  | 特別企劃部門男子演技獎             | 老千               |
| 2010年 | 第5屆首爾國際電視節          | 最佳韓流男主角獎                   | 推奴               |
| 2010年 | 第3屆韓國電視劇節            | 最佳男主角                         | 推奴               |
| 2010年 | 第23屆画梅奖                 | 最佳男演員                         | 推奴               |
| 2010年 | 第17屆韓日文化大賞           | 文化外交演員獎                     |                    |
| 2010年 | KBS演技大獎                  | 大賞                               | 推奴               |
| 2010年 | KBS演技大獎                  | 最佳情侶獎（與李多海）             |                    |
| 2011年 | 第23屆韓國PD大賞             | Talent部門出演者獎                 | 推奴               |
| 2011年 | SBS演技大獎                  | 十大明星獎                         | 樹大根深           |
| 2011年 | SBS演技大獎                  | 特別企劃部門男子最優秀演技獎       | Midas              |
| 2012年 | 第46屆納稅人之日             | 總統表彰獎                         |                    |
| 2013年 | MBC演藝大賞                  | 綜藝部門人氣獎                     | 真正的男人         |
| 2014年 | MBC演技大獎                  | 男子迷你劇最優秀演技賞             | 命中注定我愛你     |
| 2014年 | MBC演技大獎                  | 最佳CP賞（與張娜拉）               | 命中注定我愛你     |
| 2015年 | 韓光獎（外國駐韓大使館之日） | 演員部門獎（與宋康昊、李鍾碩）     |                    |
| 2015年 | KBS演技大賞                  | 最佳情侶賞（與韓彩雅）             |                    |
| 2015年 | KBS演技大賞                  | 中篇劇部門 男子優秀演技賞          | 生意之神－客主2015 |
| 2017年 | 2017韩国电影璀璨明星獎       | 电视最佳明星獎                     | Voice              |
| 2017年 | MBC演技大獎                  | 周末劇部門 男子最優秀演技獎        | 金錢之花           |
| 2018年 | 第32屆画梅奖                 | 最佳男演员                         | 坏爸爸             |
| 2021年 | 第3屆忠北国际武艺动作电影节  | 演员獎                             | 剑客               |
| 2022年 | 第21屆纽约亚洲电影节         | Daniel A. Craft 动作电影卓越奖     | 剑客、非常杀手     |

## 外部連結
- 經紀公司SidusHQ個人網頁
- NAVER （页面存档备份，存于） 
- 張赫的Instagram帳戶
- 張赫的新浪微博（中文）
- 張赫在互联网电影资料库（IMDb）上的資料（英文）